# Elecciones presidenciales de Ecuador de 1996
Las elecciones presidenciales de Ecuador de 1996 constó de dos vueltas electorales, realizadas el domingo 19 de mayo de 1996 y domingo 7 de julio de ese mismo año. Resultó vencedor Abdalá Bucaram con el 54,3% de los votos sobre Jaime Nebot, sin embargo Abdalá Bucaram solo estaría casi 6 meses en el poder tras ser destituido al año siguiente por el Congreso Nacional.

## Antecedentes
El gobierno de Sixto Durán Ballén fue estable, manteniéndose el problema económico en el país, teniendo dificultades para implementar su proyecto neoliberal, ya que aunque logró a través de referéndum implementar cambios a la constitución para facilitar las privatizaciones y liberalización de la economía, su declive en popularidad le impidió concretar su proyecto. Luego del triunfo en la Guerra del Cenepa, había mucho interés en lograr un acuerdo con el Perú para poder evitar nuevos conflictos bélicos.

### Precandidaturas retiradas
| Lista | Partido/Movimiento | Partido/Movimiento    | Presidente    | Motivo                                         |
| ----- | ------------------ | --------------------- | ------------- | ---------------------------------------------- |
| 12    |                    | Izquierda Democrática | Freddy Ehlers | Impedido de ser candidato Abandono del Partido |

## Candidatos
Los siguientes fueron los candidatos a Presidente y Vicepresidente inscritos oficialmente en el Tribunal Supremo Electoral. 
Se especifica el partido, movimiento o alianza política que patrocinaron a los candidatos como fueron inscritos en el Tribunal Supremo Electoral, incluyendo además los partidos nacionales inscritos en el TSE que apoyaron las candidaturas, siendo estos ordenados de acuerdo al número de lista:
| Lista | Partido / Movimiento | Partido / Movimiento                                                                                                | Presidente                       | Cargos importantes                   | Vicepresidente                   | Cargos importantes                                       | Eslogan                         |
| ----- | -------------------- | --- | -------------------------------- | ------------------------------------ | -------------------------------- | -------------------------------------------------------- | ------------------------------- |
| 2 14  |                      | Frente Democrático Nacional: - Partido Liberal Radical Ecuatoriano - Frente Radical Alfarista - Noboa Independiente | Ricardo Noboa Bejarano (Ind.)    | Ministro de Industrias (1987 - 1988) | Francisco Huerta Montalvo (Ind.) | Ministro de Salud (1982 - 1983)                          | "Bienestar para su Familia"     |
| 5     |                      | Democracia Popular                                                                                                  | Rodrigo Paz Delgado (DP)         | Alcalde de Quito (1988 - 1992)       | Ramiro Larrea Santos (Ind.)      | Presidente de la Corte Suprema de Justicia (1988 - 1989) | "Para vivir mejor"              |
| 6     |                      | Partido Social Cristiano                                                                                            | Jaime Nebot Saadi (PSC)          | Diputado por Guayas (1990 - 1992)    | Diego Cordovez Zegers (Ind.)     | Ministro de Relaciones Exteriores (1988 - 1992)          | "Primero la Gente"              |
| 10    |                      | Partido Roldosista Ecuatoriano Movimiento MIRA                                                                      | Abdalá Bucaram Ortiz (PRE)       | Alcalde de Guayaquil (1984 - 1985)   | Rosalía Arteaga Serrano (MIRA)   | Ministra de Educación (1994-1995)                        | "Un Solo Toque"                 |
| 13    |                      | Acción Popular Revolucionaria Ecuatoriana                                                                           | Frank Vargas Pazzos (APRE)       | Diputado por Pichincha (1994 - 1996) | Leonardo Vicuña Izquierdo (Ind.) | Vicerrector de la Universidad de Guayaquil (1979 - 1989) | "Patria para Todos"             |
| 15    |                      | Movimiento Popular Democrático                                                                                      | Juan José Castelló León (MPD)    | Diputado Nacional (1992 - 1996)      | Lenín Rosero Cisneros (MPD)      | Diputado por Pichincha (1984 - 1986)                     | "Prohibido Fallar"              |
| 18    |                      | Pachakutik-Nuevo País                                                                                               | Freddy Ehlers Zurita (Ind.)      | Periodista                           | Rosana Vinueza Estrada (Ind.)    | Subsecretaria de Bienestar Social                        | "Construyendo Un Nuevo País"    |
| 19    |                      | Movimiento Unión Cívica Independiente                                                                               | José Gallardo Román (UCI)        | Ministro de Defensa (1992 - 1995)    | Julio Molina Flores (Ind.)       | Decano de la Facultad de Economía (UCSG)                 | "Otra manera de hacer política" |
| 20    |                      | Movimiento Insurgencia Transformadora Independiente                                                                 | Jacinto Velázquez Herrera (MITI) | Diputado por Guayas (1979 - 1984)    | Tito Yépez Jiménez (Ind.)        | Conjuez de la Corte de Justicia de Quito                 |                                 |

## Sistema electoral
El presidente y vicepresidente de la República serán elegidos por mayoría absoluta de sufragios computados sobre el número total de votos válidos. Se entenderá por mayoría absoluta la mitad más uno de los votos válidos emitidos. Si en la primera vuelta ninguno de los binomios que compitan en la elección de presidente y vicepresidente de la República logrará mayoría absoluta, se realizará una segunda votación en la que se concretará la elección entre los dos binomios que hubieren alcanzado el mayor número de votos.

### Requisitos para ser Presidente
Para ser presidente de la República se requiere ser ecuatoriano por nacimiento; estar en goce de los derechos de ciudadanía; tener 35 años de edad, por lo menos, al momento de la elección; estar afiliado a uno de los partidos políticos reconocidos legalmente; y, elegido por mayoría absoluta de sufragios, en votación directa, universal y secreta, conforme a la ley. No puede ser elegido presidente de la República:
1. Quien ya haya ejercido la presidencia de la República
2. Quien fuere pariente del Presidente de la República en ejercicio, dentro del cuarto grado de consanguinidad o segundo de afinidad
3. Quien haya ejercido la vicepresidencia de la República en el período inmediatamente anterior a la elección
4. Quien sea ministro o secretario de Estado al tiempo de la elección o seis meses antes de esta
5. Quien sea miembro activo de la Fuerza Pública o lo hubiere sido seis meses antes de la elección
6. Quien sea ministro o religioso de cualquier culto
7. Quien personal o como representante de personas jurídicas tenga contratos en el Estado
8. Quien sea representante legal de compañías extranjeras

## Campaña Electoral
La campaña estuvo marcada por la influencia de encuestas durante la etapa preelectoral, en las cuales el candidato del PSC Jaime Nebot se encontraba muy por arriba de los demás candidatos, inclusive teniendo la posibilidad de ganar en primera vuelta.  Al igual que la anterior, la campaña se centró en la mejora de la economía y poder lograr un acuerdo con Perú sobre el conflicto limítrofe.  
Estas elecciones tuvieron la particularidad de que por un vacío legal, se permitió que movimientos independientes no registrados ante el CNE pudieran postular candidaturas. Los candidatos fueron: 

### Abdalá Bucaram - Partido Roldosista Ecuatoriano - MIRA, lista 10
Abdalá Bucaram por el Partido Roldosista Ecuatoriano. En su tercera candidatura, Bucaram se enfocó en mejorar su imagen en la sierra, por lo que escogió como compañera de fórmula a la cuencana Rosalía Arteaga, afiliada a MIRA, movimiento independiente. Recibió el apoyo del FRA, el CFP y el MIRA de Arteaga. Su campaña fue más enérgica y alegre que las anteriores, cantando y bailando Bucaram ante sus simpatizantes con canciones y bandas de rock como fondo musical durante sus mítines políticos.
Su discurso se mantuvo agresivo al igual que en sus candidaturas pasadas, burlándose frecuentemente de los políticos de derecha, en particular de Jaime Nebot y del expresidente León Febres Cordero Ribadeneyra, enfocándose en la lucha de clases y en la promoción de una imagen mesiánica populista, llegando a la segunda vuelta.
En esta campaña se presentó su cuña musical más recordada "La Fuerza de los Pobres" y su popular eslogan "Un Solo Toque", que fue su principal propuesta de campaña, un proyecto de viviendas populares masivas para los sectores más pobres del país. Sus lemas de campaña fueron "La Tercera es la vencida", "Primero Los Pobres", "La Hora de los Pobres", "¡Unidos Venceremos!", "Con Abdalá Empieza el Cambio", "Ahora y Siempre", "Sin más miedo", entre otros.
Bucaram para promocionar su candidatura prefirió recurrir a convocar masivos mítines políticos en los cantones más pobres del país, logrando así obtener mayor apoyo en las comunidades pobres de la sierra y amazonía.
La creciente resistencia al candidato del PSC favoreció a Bucaram durante la segunda vuelta, incrementando sus ataques a los políticos socialcristianos, consiguiendo además el apoyo de los partidos de izquierda y progresistas, en particular del APRE y de Unidad Republicana, el partido oficialista del presidente Sixto Durán Ballén, permitiendo obtener sorpresivamente la presidencia con bastante diferencia de votos.

### Jaime Nebot - Partido Social Cristiano, lista 6
Jaime Nebot fue el amplio favorito que dio con un amplísimo margen en todas las encuestas durante la etapa preelectoral. Contrató a un equipo de comunicación extranjero para el manejo de su imagen, enfocando su campaña en la promoción de su candidatura a través de los medios de comunicación. Su campaña se centró en promover trabajo, empleo, salud, educación, alimentación, seguridad, agroproducción, obras públicas, bienestar, igualdad, oportunidades, inversiones, servicios y viviendas populares a los más pobres, lo cual le permitió ganar solamente en la primera vuelta.
Su discurso cambió en la segunda vuelta al tener que competir con el contendor roldosista Abdalá Bucaram, advirtiendo a la ciudadanía de los riesgos de elegir el discurso agresivo de lucha de clases de Bucaram, identificándose como candidato del empleo, que representaba la unión, el trabajo productivo y el orden y progreso; y al roldosista como el candidato del rencor, que representaba al odio, la mentira a los pobres, el caos y retroceder al abuso y violencia. Advirtiendo que uno de estos hombres sería el presidente en los próximos cuatro años, que podíamos ver el futuro en dos formas y que mediante el voto escogeríamos el camino que seguiría el país, en la segunda vuelta las distintas encuestadoras se equivocaron debido al fracaso en la mayoría de sus mediciones que pronosticaron y predijeron otro desenlace.
Su candidatura sufrió una fuerte pérdida de apoyo por unas declaraciones dadas ante los medios de comunicación por el expresidente Febres Cordero luego de conocerse los resultados de la primera vuelta, afirmando que quienes votaron por Bucaram eran "marihuaneros, prostitutas y ladrones", hecho que provocó la descalificación por parte de los miembros del PRE y una fuerte confrontación a la prensa que le costó la elección a Nebot, dada la incidencia de Febres Cordero en campaña. Desde entonces sus discrepancias con Febres Cordero fueron públicas e intimidantes. Nebot tuvo dificultad en separarse de la imagen de Febres Cordero, teniendo mucha resistencia en el electorado a causa de sus controversiales actitudes, resultando en su inesperada derrota, ganando únicamente en la provincia del Guayas y en la segunda vuelta. Sus lemas de campaña fueron "Primero La Gente, Nebot Presidente", "Un verdadero Presidente", "Primero La Gente", "Un verdadero Presidente Dice la Verdad", "Primero eres tú, Ecuador debe unirse para salir adelante", "Porque Tú Eres La Gente", "Por la Paz, Por el Progreso, Por la Verdad y Por la Justicia", "La Fuerza de la Mujer con Nebot", "Nebot Está contigo", "La única alternativa", "Ecuador debe avanzar y Unidos lo lograremos!", "Nebot: Feliz día!" (Utilizado en la campaña presidencial especial y emocional difundido a propósito del Día del Padre que conecta las necesidades, expectativas y sueños de los padres ecuatorianos y los niños ecuatorianos con el candidato Jaime Nebot y las mellizas Melissa y Nicole Nebot hijas de Jaime Nebot y Cynthia Bohrer con motivo del Día del Padre ocurrido el 16 de junio de 1996), entre otros. En esta campaña se presentaron sus cuñas musicales más recordadas como son: "Oye! Primero La Gente, Nebot Presidente" en varias versiones, "Oye! Se escuche la gente, Nebot Presidente" y "Hay un país que necesita de tu amor el renacer de la juventud", este último al son de la melodía de "Heal the World" interpretada por Michael Jackson.

### Freddy Ehlers - Pachakutik-Nuevo País, lista 18
Freddy Ehlers, periodista de investigación, fue escogido por el nuevo partido indigenista en alianza con el naciente Movimiento Ciudadanos Nuevo País para tener mayor votación en los ciudadanos de clase media y de la costa. 
Mantuvo un discurso progresista, a favor de la plurinacionalidad, presentándose como un ciudadano independiente totalmente ajeno a los partidos tradicionales y sus prácticas, ganando el apoyo de los dos partidos fuertes de izquierda de la época, el Partido Socialista-Frente Amplio y la Izquierda Democrática, lo que permitió que alcance el tercer lugar. Ganó en las provincias del Carchi, Imbabura, Pichincha, Cotopaxi, Tungurahua, Chimborazo, Cañar, Azuay, Sucumbíos, Napo y Morona Santiago pero esto no le bastó para entrar a la segunda vuelta, a pesar de haber ganado en la mayoría de provincias del país. Su lema de campaña fue "Construyendo Un Nuevo País". En esta campaña se presentó su cuña musical más recordada "Freddy Ehlers Presidente" al son de la melodía de "Cuenca y su fútbol" (Canción de apoyo del Club Deportivo Cuenca) interpretada por la Orquesta Los Dinámicos.

### Rodrigo Paz - Democracia Popular, lista 5
Rodrigo Paz por la Democracia Popular. Ex Alcalde de Quito, candidateado como candidato por la DP, partido centroderechista de corte demócrata cristiana entonces demócrata popular aprovechando su reconocimiento nacional, había alcanzado un importante reconocimiento por su destacada  y eficaz administración de la capital del país por una sola ocasión durante el periodo municipal capitalino (1988-1992).
Sus lemas de campaña fueron "Para vivir mejor", "A Paz yo le creo", entre otros.

### Frank Vargas Pazzos - Acción Popular Revolucionaria Ecuatoriana, lista 13
Frank Vargas Pazzos por Acción Popular Revolucionaria Ecuatoriana, excomandante de la Fuerza Aérea Ecuatoriana, personaje principal durante la crisis política del gobierno de Febres Cordero denominada como "El Taurazo", presentado por tercera y última vez como candidato por el APRE, partido populista de corte progresista aprovechando su reconocimiento nacional.

### Ricardo Noboa - Frente Democrático Nacional (PLRE - FRA - Noboa Independiente), listas 2 - 14
Ricardo Noboa, exministro de industrias del gobierno de Febres Cordero, exdiputado del Guayas por el Partido Social Cristiano y exconcejal de Guayaquil también por el mismo partido, personaje principal durante la desafiliación del PSC como rechazo al acuerdo formado en el Congreso entre los socialcristianos y el PRE, ya que este había dejado atrás al PSC al mostrar su desacuerdo con el denominado popularmente como el "pacto de la regalada gana", candidateado por la coalición electoral independiente Frente Democrático Nacional que incluía a la alianza entre el Partido Liberal Radical Ecuatoriano y el Frente Radical Alfarista, ya que no estaba afiliado a ninguno de los partidos que lo representaban. Sus lemas de campaña fueron "Bienestar para su Familia", "Honesto, Capaz e Independiente", entre otros.

## Sondeos a boca de urna

### Primera vuelta
| Fecha      | Encuesta | Jaime Nebot | Abdalá Bucaram | Otros |
| ---------- | -------- | ----------- | -------------- | ----- |
| 19/05/1996 | Cedatos  | 33.30%      | 30.20%         | 36.5% |

### Segunda vuelta
| Fecha      | Encuesta | Abdalá Bucaram | Jaime Nebot |
| ---------- | -------- | -------------- | ----------- |
| 07/07/1996 | Cedatos  | 53.9%          | 46.1%       |

## Resultados
|  | 26.28 % |

|  | 54.47 % |

|  | 27.17 % |

|  | 45.53 % |

|  | 20.61 % |

|  | 13.48 % |

|  | 4.93 % |

|  | 3.02 % |

|  | 2.35 % |

|  | 1.22 % |

|  | 0.94 % |

|  | 100 % |

|  | 100 % |

### Resultados de la Primera Vuelta a nivel provincial
| Provincias       | Jaime Nebot | Abdalá Bucaram | Freddy Ehlers | Rodrigo Paz | Frank Vargas Pazzos | Ricardo Noboa | Juan José Castelló | José Gallardo | Jacinto Velásquez |
| ---------------- | ----------- | -------------- | ------------- | ----------- | ------------------- | ------------- | ------------------ | ------------- | ----------------- |
| Azuay            | 14,6%       | 11,6%          | 52%           | 13%         | 2,2%                | 1,5%          | 2,6%               | 0,8%          | 1,7%              |
| Bolívar          | 26,5%       | 24,5%          | 19,1%         | 17,8%       | 4,9%                | 2,9%          | 2,4%               | 1,2%          | 0,8%              |
| Cañar            | 21,6%       | 19,3%          | 37,8%         | 6,9%        | 2,9%                | 5%            | 4,9%               | 0,6%          | 1%                |
| Carchi           | 12,2%       | 28%            | 29,3%         | 21%         | 3%                  | 2,6%          | 2,7%               | 0,7%          | 0,6%              |
| Cotopaxi         | 14,4%       | 21,9%          | 32,3%         | 14,5%       | 10%                 | 1,2%          | 3,4%               | 1,3%          | 1%                |
| Chimborazo       | 13,9%       | 19%            | 31,9%         | 17,4%       | 5,2%                | 2,2%          | 7,6%               | 1,2%          | 1,5%              |
| El Oro           | 25,9%       | 41,7%          | 11,5%         | 7,1%        | 1,5%                | 2,6%          | 2,4%               | 6,6%          | 0,6%              |
| Esmeraldas       | 20,6%       | 55,3%          | 9,6%          | 5,8%        | 1,8%                | 2,1%          | 3,6%               | 0,6%          | 0,5%              |
| Galápagos        | 31,8%       | 26,9%          | 19,7%         | 13,6%       | 3,9%                | 2,7%          | 0,5%               | 0,6%          | 0,2%              |
| Guayas           | 46,5%       | 32%            | 6,5%          | 4,1%        | 2,9%                | 4,4%          | 2%                 | 0,8%          | 0,9%              |
| Imbabura         | 13,9%       | 22,7%          | 32,7%         | 17,1%       | 5,8%                | 1,8%          | 3,8%               | 1%            | 1,2%              |
| Loja             | 23,7%       | 25,1%          | 20,5%         | 19,6%       | 3,1%                | 3,1%          | 2%                 | 2,1%          | 0,8%              |
| Los Ríos         | 37,1%       | 43,9%          | 5,8%          | 5,5%        | 2,3%                | 2,6%          | 1,6%               | 0,8%          | 0,4%              |
| Manabí           | 30%         | 38,2%          | 11,4%         | 7,6%        | 8%                  | 2,8%          | 1,1%               | 0,4%          | 0,5%              |
| Morona Santiago  | 18,3%       | 23%            | 32,9%         | 16,3%       | 2,3%                | 2%            | 4,5%               | 0,6%          | 0,2%              |
| Napo             | 17,9%       | 14,1%          | 35,4%         | 19,9%       | 7,1%                | 1,5%          | 3,5%               | 0,4%          | 0,2%              |
| Pastaza          | 12,7%       | 40,6%          | 18,6%         | 15,3%       | 5,1%                | 2,6%          | 3,5%               | 1%            | 0,6%              |
| Pichincha        | 13,4%       | 11%            | 31,5%         | 29,1%       | 8,1%                | 2,7%          | 1,9%               | 1,2%          | 1,1%              |
| Sucumbíos        | 16,9%       | 19,4%          | 30,3%         | 12,1%       | 16,1%               | 0,9%          | 4%                 | 0,2%          | 0,2%              |
| Tungurahua       | 17,6%       | 18,9%          | 36,7%         | 15,8%       | 4,3%                | 2,2%          | 1,2%               | 1,7%          | 1,6%              |
| Zamora Chinchipe | 18,9%       | 32,4%          | 18,6%         | 14,3%       | 1,2%                | 1,7%          | 10,9%              | 1,6%          | 0,3%              |

### Resultados del balotaje a nivel provincial
| Provincias       | Abdalá Bucaram | Jaime Nebot |
| ---------------- | -------------- | ----------- |
| Azuay            | 59,8%          | 40,2%       |
| Bolívar          | 60%            | 40%         |
| Cañar            | 62,9%          | 37,1%       |
| Carchi           | 66,7%          | 33,3%       |
| Cotopaxi         | 67,7%          | 32,3%       |
| Chimborazo       | 68,2%          | 31,8%       |
| El Oro           | 62,7%          | 37,3%       |
| Esmeraldas       | 75,1%          | 24,9%       |
| Galápagos        | 55,8%          | 44,2%       |
| Guayas           | 43,6%          | 56,4%       |
| Imbabura         | 62,3%          | 37,7%       |
| Loja             | 63,4%          | 36,6%       |
| Los Ríos         | 55,1%          | 44,9%       |
| Manabí           | 57%            | 43%         |
| Morona Santiago  | 73,9%          | 26,1%       |
| Napo             | 75,2%          | 24,8%       |
| Pastaza          | 75%            | 25%         |
| Pichincha        | 50,3%          | 49,7%       |
| Sucumbíos        | 76,1%          | 23,9%       |
| Tungurahua       | 54,9%          | 45,1%       |
| Zamora Chinchipe | 75,9%          | 24,1%       |

Fuente: